# Sport-Verein Werder von 1899 1962-1963
Questa voce raccoglie le informazioni riguardanti lo Sport-Verein Werder von 1899 nelle competizioni ufficiali della stagione 1962-1963.

## Stagione
Nella stagione 1962-1963 il Werder Brema, allenato da Georg Knöpfle, concluse il campionato di Oberliga nord al 2º posto. Nella fase finale del campionato tedesco il Werder Brema fu eliminato al turno di qualificazione dal Norimberga. In Coppa di Germania il Werder Brema fu eliminato in semifinale dal Borussia Dortmund. Fu ammesso alla Bundesliga 1963-1964.

## Rosa
| N. |                     | Ruolo | Calciatore        |
| -- | ------------------- | ----- | ----------------- |
|    | Germania (bandiera) | P     | Klaus Lambertz    |
|    | Germania (bandiera) | D     | Helmut Jagielski  |
|    | Germania (bandiera) | D     | Walter Nachtwey   |
|    | Germania (bandiera) | D     | Sepp Piontek      |
|    | Germania (bandiera) | C     | Max Lorenz        |
|    | Germania (bandiera) | C     | Helmut Schimeczek |
|    | Germania (bandiera) | C     | Arnold Schütz     |
|    | Germania (bandiera) | C     | Willi Soya        |

| N. |                     | Ruolo | Calciatore        |
| -- | ------------------- | ----- | ----------------- |
|    | Germania (bandiera) | A     | Horst Dudjahn     |
|    | Germania (bandiera) | A     | Klaus Hänel       |
|    | Germania (bandiera) | A     | Erwin Jung        |
|    | Germania (bandiera) | A     | Dieter Meyer      |
|    | Germania (bandiera) | A     | Willi Schröder    |
|    | Germania (bandiera) | A     | Dieter Thun       |
|    | Germania (bandiera) | A     | Gerhard Zebrowski |

## Organigramma societario
Area tecnica
- Allenatore: Georg Knöpfle
- Allenatore in seconda:
- Preparatore dei portieri:
- Preparatori atletici:
- Analisi video:

## Calciomercato

### Sessione estiva
| Acquisti | Acquisti      | Acquisti        | Acquisti |
| R.       | Nome          | da              | Modalità |
| -------- | ------------- | --------------- | -------- |
| A        | Horst Dudjahn | Werder Brema II |          |
| A        | Dieter Meyer  | Bergedorf       |          |
| A        | Dieter Thun   | Hildesheim      |          |

| Cessioni | Cessioni       | Cessioni          | Cessioni |
| R.       | Nome           | a                 | Modalità |
| -------- | -------------- | ----------------- | -------- |
| A        | Horst Barth    | Fortuna Magdeburg |          |
| C        | Werner Schütte | Bremerhaven       |          |

## Risultati

### Oberliga nord

#### Girone di andata
| Arbitro: | Horstmann |

|                                                      |           |            |
| Meyer 9’, 37’, 89’ Lorenz 19’ Thun 28’ Soya 41’, 48’ | Marcatori | 50’ Kauker |

| Arbitro: | H. Herden |

|                             |           |                        |
| Bornemann 10’ Martinsen 78’ | Marcatori | 4’, 79’ Meyer 89’ Soya |

| Arbitro: | J. Redelfs |

|                                                                           |           |  |
| Meyer 18’, 35’, 56’, 57’, 70’ Thun 62’ Schimeczek 79’ Soya 80’ Lorenz 85’ | Marcatori |  |

| Arbitro: | K. Picker |

|                                      |           |                                    |
| Blume 16’ Mumme 67’ Ulsaß 90’ (rig.) | Marcatori | 27’ Meyer 40’ Lorenz 49’ Zebrowski |

| Arbitro: | Schulenburg |

|                         |           |                      |
| Meyer 6’ Hänel 54’, 60’ | Marcatori | 44’ Gerwien 90’ Bäse |

| Arbitro: | D. Basedow |

|            |           |                          |
| Lattek 50’ | Marcatori | 20’ Zebrowski 83’ Schütz |

| Arbitro: | W. Höfel |

|           |           |  |
| Meyer 28’ | Marcatori |  |

| Arbitro: | W. Zimmermann |

|            |           |           |
| Reuter 29’ | Marcatori | 65’ Meyer |

| Arbitro: | Schulenburg |

|                  |           |                |
| Wiesenmüller 63’ | Marcatori | 36’, 51’ Meyer |

| Arbitro: | Horstmann |

|                       |           |  |
| Meyer 1’, 49’ Soya 8’ | Marcatori |  |

| Arbitro: | E. Schäfer |

|                                                                           |           |            |
| Schütz 14’ Zebrowski 45’ Soya 48’ Meyer 50’, 57’, 60’, 68’ Schimeczek 89’ | Marcatori | 23’ Mrosla |

| Arbitro: | W. Höfel |

|           |           |  |
| Heyer 27’ | Marcatori |  |

| Arbitro: | K. Picker |

| |           |                          |
| Meyer 8’ Thun 30’ (rig.), 32’ Zebrowski 56’, 79’, 87’ Soya 72’ Hänel 76’ Jagielski 82’ (rig.) Schimeczek 86’ | Marcatori | 69’ Kellermann 89’ Hartz |

| Arbitro: | Peschke |

|  |           |           |
|  | Marcatori | 63’ Hänel |

| Arbitro: | J. Redelfs |

|                             |           |                            |
| Zebrowski 22’ Soya 41’, 81’ | Marcatori | 16’ Buttgereit 36’ Schmidt |

#### Girone di ritorno
| Arbitro: | K. Ohmsen |

|                                                                   |           |                |
| Soya 15’ Schütz 34’, 38’ Meyer 47’ Zimmermann 53’ (aut.) Thun 71’ | Marcatori | 67’ Winkelmann |

| Arbitro: | Horstmann |

|  |           |                                   |
|  | Marcatori | 6’ Meyer 61’ Zebrowski 75’ Schütz |

| Arbitro: | W. Spiewak |

|             |           |           |
| Presche 61’ | Marcatori | 84’ Meyer |

| Arbitro: | G. Höger |

|                                 |           |              |
| Soya 30’ Thun 36’ Zebrowski 82’ | Marcatori | 88’ Castorff |

| Arbitro: | G. Pooch |

|                                |           |          |
| Kellermann 28’, 51’ Heiser 38’ | Marcatori | 60’ Soya |

| Arbitro: | Strohdreß |

|                                                             |           |               |
| Hänel 9’ Meyer 14’, 55’, 89’ Thun 59’ (rig.) Schimeczek 90’ | Marcatori | 50’ Ambrosius |

| Arbitro: | K. Ohmsen |

|                            |           |              |
| Schröter 2’, 60’ Agurew 4’ | Marcatori | 7’ Zebrowski |

| Arbitro: | W. Zimmermann |

|                 |           |                                          |
| Thun 45’ (rig.) | Marcatori | 12’, 79’ Seeler 30’ Dörfel 44’ Fritzsche |

| Arbitro: | H. Herden |

|              |           |  |
| Gjaltema 29’ | Marcatori |  |

| Arbitro: | W. Spiewak |

|                                  |           |            |
| Jung 13’ Zebrowski 40’ Meyer 43’ | Marcatori | 33’ Lattek |

| Arbitro: | Schulenburg |

|               |           |                                      |
| Moll 26’, 86’ | Marcatori | 6’ Hänel 76’ (rig.) Schütz 83’ Meyer |

| Arbitro: | K. Picker |

|                                        |           |                   |
| Meyer 32’, 34’, 52’, 75’ Zebrowski 86’ | Marcatori | 5’, 77’ Langemann |

| Arbitro: | Horstmann |

|                                  |           |                                      |
| Wellnitz 58’ Framheim 63’ (rig.) | Marcatori | 8’, 47’ Zebrowski 35’ Soya 82’ Meyer |

| Arbitro: | H. Herden |

|                                              |           |                               |
| Jung 2’, 74’ Thun 41’, 63’ Schütz 59’ (rig.) | Marcatori | 11’ Galle 49’ Boyens 77’ Koll |

| Arbitro: | W. Zimmermann |

|                      |           |                                        |
| Planetta 14’ Erb 18’ | Marcatori | 19’, 51’ Soya 44’ Schütz 58’ Zebrowski |

### Campionato tedesco
| Arbitro: | J. Hense |

|                        |           |                   |
| Reisch 17’, 51’ (rig.) | Marcatori | 37’ (rig.) Schütz |

### Coppa di Germania
| Arbitro: | G. Sparing |

|                                       |           |                                              |
| Schütz 31’ (rig.) Meyer 38’, 49’, 82’ | Marcatori | 5’ Paulsberg 53’ (rig.) Bialluch 60’ Seemann |

| Arbitro: | J. Malka |

|               |           |  |
| Zebrowski 72’ | Marcatori |  |

| Arbitro: | W. Treichel |

|                           |           |  |
| Konietzka 18’ Schmidt 70’ | Marcatori |  |

## Statistiche

### Statistiche di squadra
| Competizione       | Punti | In casa | In casa | In casa | In casa | In casa | In casa | In trasferta | In trasferta | In trasferta | In trasferta | In trasferta | In trasferta | Totale | Totale | Totale | Totale | Totale | Totale | DR  |
| Competizione       | Punti | G       | V       | N       | P       | Gf      | Gs      | G            | V            | N            | P            | Gf           | Gs           | G      | V      | N      | P      | Gf     | Gs     | DR  |
| ------------------ | ----- | ------- | ------- | ------- | ------- | ------- | ------- | ------------ | ------------ | ------------ | ------------ | ------------ | ------------ | ------ | ------ | ------ | ------ | ------ | ------ | --- |
| Oberliga nord      | 47    | 15      | 14      | 0       | 1       | 73      | 21      | 15           | 8            | 3            | 4            | 29           | 23           | 30     | 22     | 3      | 5      | 102    | 44     | +58 |
| Campionato tedesco | -     | 0       | 0       | 0       | 0       | 0       | 0       | 1            | 0            | 0            | 1            | 1            | 2            | 1      | 0      | 0      | 1      | 1      | 2      | -1  |
| Coppa di Germania  | -     | 2       | 2       | 0       | 0       | 5       | 3       | 1            | 0            | 0            | 1            | 0            | 2            | 3      | 2      | 0      | 1      | 5      | 5      | 0   |
| Totale             | 47    | 17      | 16      | 0       | 1       | 78      | 24      | 17           | 8            | 3            | 6            | 30           | 27           | 34     | 24     | 3      | 7      | 108    | 51     | +57 |

### Andamento in campionato
| Giornata  | 1 | 2 | 3 | 4 | 5 | 6 | 7 | 8 | 9 | 10 | 11 | 12 | 13 | 14 | 15 | 16 | 17 | 18 | 19 | 20 | 21 | 22 | 23 | 24 | 25 | 26 | 27 | 28 | 29 | 30 |
| --------- | - | - | - | - | - | - | - | - | - | -- | -- | -- | -- | -- | -- | -- | -- | -- | -- | -- | -- | -- | -- | -- | -- | -- | -- | -- | -- | -- |
| Luogo     | C | T | C | T | C | T | C | T | T | C  | C  | T  | C  | T  | C  | C  | T  | T  | C  | T  | C  | T  | C  | T  | C  | T  | C  | T  | C  | T  |
| Risultato | V | V | V | N | V | V | V | N | V | V  | V  | P  | V  | V  | V  | V  | V  | N  | V  | P  | V  | P  | P  | P  | V  | V  | V  | V  | V  | V  |
| Posizione | 1 | 1 | 1 | 2 | 2 | 2 | 2 | 2 | 2 | 2  | 1  | 1  | 1  | 1  | 1  | 1  | 1  | 1  | 1  | 2  | 2  | 2  | 2  | 2  | 2  | 2  | 2  | 2  | 2  | 2  |

Legenda:

Luogo: C = Casa; T = Trasferta. Risultato: V = Vittoria; N = Pareggio; P = Sconfitta.

### Statistiche dei giocatori
| Giocatore     | Campionato tedesco | Campionato tedesco | Campionato tedesco | Campionato tedesco | Oberliga nord | Oberliga nord | Oberliga nord | Oberliga nord | Coppa di Germania | Coppa di Germania | Coppa di Germania | Coppa di Germania | Totale   | Totale | Totale      | Totale     |
| Giocatore     | Presenze           | Reti               | Ammonizioni        | Espulsioni         | Presenze      | Reti          | Ammonizioni   | Espulsioni    | Presenze          | Reti              | Ammonizioni       | Espulsioni        | Presenze | Reti   | Ammonizioni | Espulsioni |
| ------------- | ------------------ | ------------------ | ------------------ | ------------------ | ------------- | ------------- | ------------- | ------------- | ----------------- | ----------------- | ----------------- | ----------------- | -------- | ------ | ----------- | ---------- |
| G. Bernard    | 0                  | 0                  | 0                  | 0                  | 0             | 0             | 0             | 0             | 0                 | 0                 | 0                 | 0                 | 0        | 0      | 0           | 0          |
| W. Bordel     | 0                  | 0                  | 0                  | 0                  | 0             | 0             | 0             | 0             | 0                 | 0                 | 0                 | 0                 | 0        | 0      | 0           | 0          |
| H. Dudjahn    | 0                  | 0                  | 0                  | 0                  | 7             | 0             | 0             | 0             | 1                 | 0                 | 0                 | 0                 | 8        | 0      | 0           | 0          |
| D. Ferner     | 0                  | 0                  | 0                  | 0                  | 0             | 0             | 0             | 0             | 2                 | 0                 | 0                 | 0                 | 2        | 0      | 0           | 0          |
| K. Hänel      | 1                  | 0                  | 0                  | 0                  | 25            | 6             | 0             | 0             | 1                 | 0                 | 0                 | 0                 | 27       | 6      | 0           | 0          |
| D. Ilic       | 0                  | 0                  | 0                  | 0                  | 0             | 0             | 0             | 0             | 0                 | 0                 | 0                 | 0                 | 0        | 0      | 0           | 0          |
| H. Jagielski  | 1                  | 0                  | 0                  | 0                  | 23            | 1             | 0             | 0             | 2                 | 0                 | 0                 | 0                 | 26       | 1      | 0           | 0          |
| E. Jung       | 0                  | 0                  | 0                  | 0                  | 4             | 3             | 0             | 0             | 1                 | 0                 | 0                 | 1                 | 5        | 3      | 0           | 1          |
| T. Klöckner   | 0                  | 0                  | 0                  | 0                  | 0             | 0             | 0             | 0             | 2                 | 0                 | 0                 | 0                 | 2        | 0      | 0           | 0          |
| H. Kokartis   | 0                  | 0                  | 0                  | 0                  | 13            | 0             | 0             | 0             | 0                 | 0                 | 0                 | 0                 | 13       | 0      | 0           | 0          |
| K. Lambertz   | 1                  | 0                  | 0                  | 0                  | 17            | 0             | 0             | 0             | 3                 | 0                 | 0                 | 0                 | 21       | 0      | 0           | 0          |
| M. Lorenz     | 1                  | 0                  | 0                  | 0                  | 24            | 3             | 0             | 0             | 3                 | 0                 | 0                 | 0                 | 28       | 3      | 0           | 0          |
| D. Meyer      | 1                  | 0                  | 0                  | 0                  | 28            | 36            | 0             | 0             | 3                 | 3                 | 0                 | 0                 | 32       | 39     | 0           | 0          |
| W. Nachtwey   | 1                  | 0                  | 0                  | 0                  | 23            | 0             | 0             | 0             | 0                 | 0                 | 0                 | 0                 | 24       | 0      | 0           | 0          |
| S. Piontek    | 1                  | 0                  | 0                  | 0                  | 26            | 0             | 0             | 0             | 3                 | 0                 | 0                 | 0                 | 30       | 0      | 0           | 0          |
| H. Schimeczek | 1                  | 0                  | 0                  | 0                  | 29            | 4             | 0             | 0             | 3                 | 0                 | 0                 | 0                 | 33       | 4      | 0           | 0          |
| W. Schröder   | 0                  | 0                  | 0                  | 0                  | 1             | 0             | 0             | 0             | 0                 | 0                 | 0                 | 0                 | 1        | 0      | 0           | 0          |
| W. Schwierzke | 0                  | 0                  | 0                  | 0                  | 0             | 0             | 0             | 0             | 0                 | 0                 | 0                 | 0                 | 0        | 0      | 0           | 0          |
| A. Schütz     | 1                  | 1                  | 0                  | 0                  | 26            | 8             | 0             | 0             | 3                 | 1                 | 0                 | 0                 | 30       | 10     | 0           | 0          |
| W. Soya       | 1                  | 0                  | 0                  | 0                  | 29            | 15            | 0             | 0             | 3                 | 0                 | 0                 | 0                 | 33       | 15     | 0           | 0          |
| D. Thun       | 0                  | 0                  | 0                  | 0                  | 25            | 10            | 0             | 0             | 0                 | 0                 | 0                 | 0                 | 25       | 10     | 0           | 0          |
| G. Zebrowski  | 1                  | 0                  | 0                  | 0                  | 30            | 15            | 0             | 0             | 3                 | 1                 | 0                 | 0                 | 34       | 16     | 0           | 0          |